# Tecnologia espacial

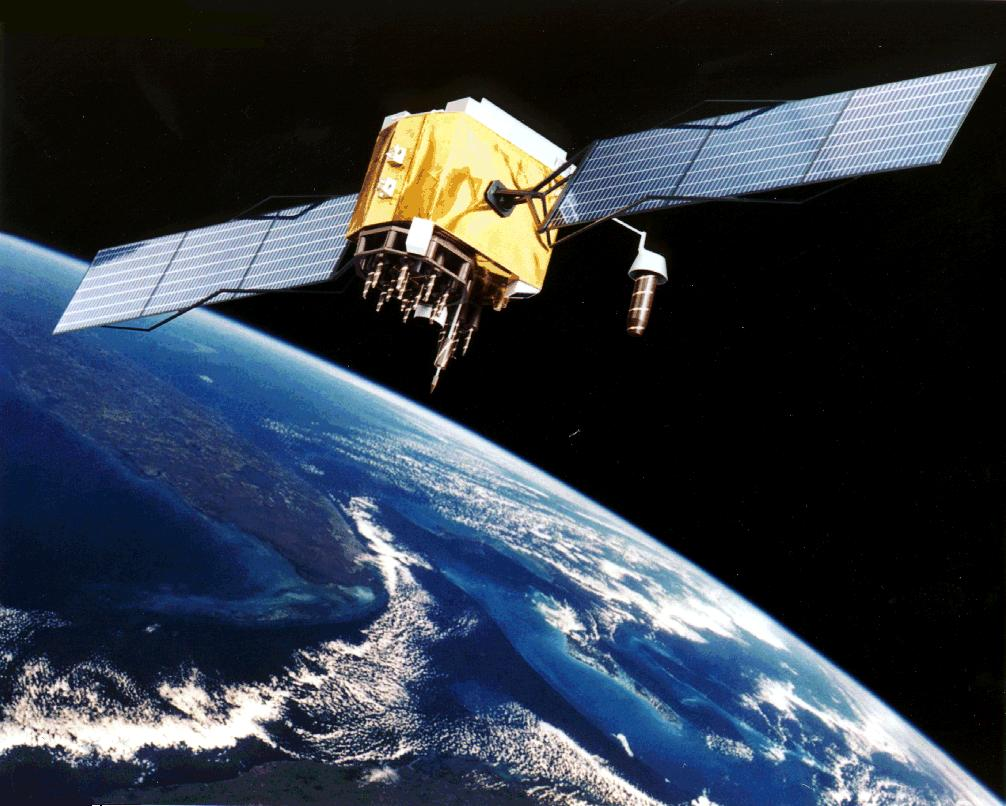
Concepção artística do satélite GPS Block II-F na órbita da Terra.

A Tecnologia Espacial compreende a tecnologia relacionada à Astronomia em geral e principalmente ao trânsito de objetos e formas de vida no Espaço através de satélites, sondas e espaçonaves.

## Tecnologias espaciais específicas
- Reentrada atmosférica
- Aerobot (sonda planetária suspensa na atmosfera)
- Aerofrenagem
- Foguete auxiliar ver também ICBM
- Centrífuga
- Torre de serviço
- Voo espacial tripulado
- Trenó foguete
- Rover lunar
- Mars rover
- Satélite
  - Satélite de comunicação
  - Satélite de observação terrestre
  - Sistema de navegação por satélite
  - Televisão por satélite

## Tecnologias espaciais futuras
- Mineração de asteróides
- Estágio único para órbita
- Satélite de energia solar
- Lançamento espacial sem foguete
- Manufatura espacial